# جورج هدسون
جورج هدسون (بالإنجليزية: George Hudson )‏ (و. 1800 – 1871 م) هو رائد أعمال، وسياسي، من المملكة المتحدة، كان عضوًا في حزب المحافظين، توفي في لندن، عن عمر يناهز 71 عاماً.

## مناصب
تولى منصب نائب في البرلمان ‏.